# Diane Roelofsen
Diane Roelofsen (* 17. Mai 1975) ist eine ehemalige niederländische Handballspielerin.
Sie spielt seit dem Jahr 2000 in Deutschland, wo sie bei Bayer 04 Leverkusen, dem TV Lützellinden, dem 1. FC Nürnberg, PSV Rostock und VfL Wolfsburg unter Vertrag stand. Die 1,72 m lange Roelofsen spielt im Angriff am Kreis.
Diane Roelofsen ist mit Robert Roelofsen, ehemaliger Fußballtrainer der Reservemannschaft vom F.C. Hansa Rostock, verheiratet.  
In der Saison 2007/08 spielte die 212-fache niederländische Nationalspielerin beim Bundesligisten DJK/MJC Trier und beendete nach der Saison ihre aktive Spielerkarriere.

## Erfolge
- Deutscher Meister 2001 mit dem TV Lützellinden
- Deutscher Pokalsieger und Challenge Cup Sieger 2004 mit dem 1. FC Nürnberg
- 5. Platz bei der Weltmeisterschaft 2005

| Personendaten    | Personendaten                     |
| ---------------- | --------------------------------- |
| NAME             | Roelofsen, Diane                  |
| KURZBESCHREIBUNG | niederländische Handballspielerin |
| GEBURTSDATUM     | 17. Mai 1975                      |